# Mussende
Mussende ist eine Kleinstadt und ein Landkreis in Angola. Der Fluss Rio Gango quert das Kreisgebiet.

## Verwaltung
Mussende ist Sitz eines gleichnamigen Kreises (Municipio) der Provinz Cuanza Sul. Der Kreis umfasst 9700 km² mit etwa 84.205 Einwohnern (Schätzung 2013). Die Volkszählung 2014 soll fortan genaue Bevölkerungsdaten liefern.
Drei Gemeinden (Comunas) bilden den Kreis Mussende:
- Mussende
- Quienha (auch Kienha)
- São Lucas

## Verkehr
Mussende verfügt über einen Flughafen (ICAO-Code: FNMU).

## Wirtschaft
Seit 2005 fördert die Endiama hier Diamanten, insbesondere am Fluss Gango.

## Söhne und Töchter der Stadt
- Benedito Roberto (1946–2020), Ordensgeistlicher und römisch-katholischer Erzbischof von Malanje